# Раєвський Микола Миколайович (син)
Раєвський Микола Миколайович (14 (25) вересня 1801, Москва — 24 липня (5 серпня) 1843, Червона слобода Новохоперського повіту  Воронезької губернії) — генерал-лейтенант, син ветерана  війни 1812 року  М. М. Раєвського, учасник  франко-російської війни 1812 року і  закордонних походів. Учасник  російсько-турецької війни 1828-1829 рр..
Один із засновників  Новоросійська.

## Біографія
Народився в  Москві. Вступив в службу підпрапорщиком в Орловський піхотний полк – 10 червня 1811 року, ще хлопчиком брав участь у  війні 1812 року, був з батьком під Салтановкою. Прапорщик – 2 травня 1812 року, підпоручик 5 єгерського полку – 21 грудня 1812, переведений до лейб-гвардії Гусарського полку – 18 травня 1814 і призначений ад'ютантом І.В. Васильчикова, поручик – 7 березня 1816, штабс-ротмістр – 28 червнгя 1817, ротмістр – 24 квітня 1819, призначений ад'ютантом  барона  І.І. Дибича – 23 жовтня 1821 року, полковник Сумського гусарського полку – 12 грудня 1823, переведений в Курляндський драгунський полк – 1 січня 1824, до Харківського драгунського полку – 14 червня 1825 року. 
Підозрювався у приналежності до таємних товариств  декабристів, що в ході слідства не підтвердилося. 
Наказ про арешт від 19 грудня 1825 року, заарештований за місцем служби в 3 драгунський дивізії під час приведення до присяги, доставлений в Петербург на головну гауптвахту – 4 січня 1826 року. 17 січня 1826 року височайше наказано звільнити з виправдувальним атестатом. Переведений до Нижньогородського драгунського полку і призначений його командиром - 16 вересня 1826, Учасник  російсько-турецької війни 1828-1829, за відміну генерал-майор - 1 січня 1829 року. Призначений начальником 5 уланської дивізії – 14 грудня 1829 року. Але  Паскевич, звинувативши його перед імператором  Миколою I  у зносинах з засланими на Кавказ  декабристами, домігся його усунення з посади. Мешкав то в  Москві, то в своїх маєтках в Київській губернії, то в  Петербурзі, то, нарешті, в  Криму, в своєму маєтку Тесселі. З 21 вересня 1837 року начальник 1 відділення Чорноморської берегової лінії. За відміну генерал-лейтенант – 9 серпня 1838, начальник Чорноморської берегової лінії – 12 серпня 1839 року. Звільнений від служби  26 листопада 1841 року. Помер у слободі Червоної  Новохоперського повіту  Воронезької губернії, де й похований.
Захоплювався  ботанікою, займався проблемами  садівництва на Кавказі. Був членом Московського товариства випробувачів природи, почесним членом Московського товариства заохочення та поліпшення садівництва, одним із засновників Російського товариства любителів садівництва. Працював над проблемою розведення яблук в  середніх та північних областях Росії. Будучи начальником Чорноморської берегової лінії (1838-1841), займався акліматизацією тропічної та субтропічної флори. Завдяки йому в  Абхазії й досі культивують  чайні та  цитрусові плантації, вирощують  коркове дерево.
Дружина (с 22 січня 1839) - фрейліна Ганна Михайлівна Бороздіна (29 вересня 1819 - 10 грудня 1883). Діти:  Микола (5 листопада 1839 - 20 серпня 1876), який загинув в  сербо-турецькій війні 1876 під Алексінацем; Михайло (15 лютого 1841 - 10 грудня 1893), поет і відомий садівник.

## Дружба з Пушкіним
Був у дружніх відносинах з  О.С. Пушкіним. З Пушкіним познайомився у  Царському Селі (1816-1817), де був розквартирований його гусарський полк. Їхні дружні стосунки збереглися на все життя. Пушкіну імпонував відкритий і доброзичливий характер Миколи Раєвського, його освіченість, літературний смак. Поет прислухався до його думки. Раєвському присвячений «Кавказький полонений». Ще в  Петербурзі  Пушкін почув від нього переказ про «фонтан сліз», і Раєвський спонукав його писати на цю тему.
У 1824 році вони зустрічалися в  Одесі, а в 1829-му - на Кавказі, в діючій армії. Микола Раєвський був тоді вже генерал-майором, командиром Нижньогородського драгунського полку. Ця їхня зустріч знайшла відображення в «Подорожі в Арзрум».

## Нагороди
- Орден Святого Володимира 4 ступеня - за битву за Париж у 1814 році.
- Орден Святого Георгія 4 ступеня - за участь у  Російсько-перський війні (1826—1828).
- Орден Святої Анни 2 ступеня - Російсько-перська війна (1826—1828).
- Орден Святого Володимира 3 ступеня  - за відмінну у війні з Туреччиною.
- Орден Білого Орла - в 1838 році за дії проти горців.